# Bria Vinaite
Bria Vinaite (née le 10 juin 1993 en Lituanie) est une actrice américaine.
En 2017, elle partage l'affiche du film The Florida Project dans un des rôles principaux aux côtés de Willem Dafoe.

## Filmographie

### Actrice

#### Cinéma
- 2017 : The Florida Project de Sean Baker : Halley
- 2018 : The Beach Bum d'Harmony Korine
- 2019 : Violent Delights de Taylor DeVoe : Skipper
- 2019 : Lost Transmissions de Katharine O'Brien : Micah
- 2019 : Balance, Not Symmetry de Jamie Adams : Hannah

#### Télévision
- 2019 : The OA : Darmi

#### Clips musicaux
- 2018 : Nice for What de Drake
- 2020 : Underdog de Alicia Keys
- 2020 : Hate the Way de G-Eazy

### Réalisatrice
- 2024 : Lola (co-réalisé avec Nicola Peltz)